# Bruno Mantovani
Pour les articles homonymes, voir Mantovani.
Bruno Mantovani est un compositeur et chef d'orchestre français né le 8 octobre 1974 à Châtillon. Directeur du Conservatoire national supérieur de musique et de danse de Paris de août 2010 à juillet 2019, il est aujourd'hui directeur du Conservatoire à rayonnement régional de Saint-Maur-des-Fossés (Val-de-Marne). Il a également produit une émission radiophonique hebdomadaire sur France Musique pendant la saison 2014-2015. 
Bruno Mantovani est membre de l'Académie des beaux-arts, et il siège depuis le 1er janvier 2020 à la place de directeur artistique et musical de l'Ensemble orchestral contemporain (EOC), auparavant occupée par celui qui l'a fondé en 1992, Daniel Kawka. Il est aussi depuis le 1er mai 2021 directeur artistique du festival Printemps des arts de Monte-Carlo[réf. souhaitée].

## Biographie

### Études
Bruno Mantovani étudie au Conservatoire national supérieur de musique et de danse de Paris entre 1993 et 2000 et y remporte cinq premiers prix (analyse, esthétique, orchestration, composition, histoire de la musique). Il a notamment pour professeur d'orchestration Jacques Charpentier (compositeur). Après avoir participé au cursus d’informatique musicale de l’Ircam, il commence une carrière internationale.

### Carrière
Ses œuvres sont jouées au Concertgebouw d’Amsterdam, à la Philharmonie de Berlin, à la Philharmonie de Cologne, au Barbican Centre de Londres, au Palais de la culture et des congrès de Lucerne, à La Scala de Milan, au Carnegie Hall et au Lincoln Center for the Performing Arts à New York, à la Salle Pleyel à Paris et au Musikverein de Vienne. Fidèle à ses interprètes de prédilection, il collabore avec de prestigieux solistes (Gautier Capuçon, Renaud Capuçon, Marc Coppey, François-Frédéric Guy, Juliette Hurel, Jean-Guihen Queyras, Tabea Zimmermann), chefs d’orchestre (Pierre Boulez, Riccardo Chailly, Sir Andrew Davis, Christoph Eschenbach, Daniele Gatti, Philippe Jordan, Vladimir Jurowski, Emmanuel Krivine, Susanna Mälkki, Yannick Nézet-Séguin, Jonathan Nott, François-Xavier Roth, Leonard Slatkin), ensembles (Accentus, Intercontemporain) et orchestres (Radio d’Amsterdam, Symphonique de Bamberg, Radio de Berlin BBC de Cardiff, Symphonique de Chicago, WDR de Cologne, National de France, Radio de Francfort, Gewandhaus de Leipzig, Philharmonique de Liège, BBC de Londres, National de Lyon, Opéra de Monte Carlo, Scala de Milan, Münchner Philharmoniker, Orchestre de Nashville, New York Philharmonic, Orchestre de Paris, Opéra de Paris, Radio France, Philharmonique de Rotterdam, Metropolitan et NHK de Tokyo, RSO de Vienne).
Il est en résidence à l’Académie de France à Rome (Villa Médicis) en 2004-2005, au festival de Besançon des éditions 2006 à 2008, auprès de l’orchestre national de Lille de 2008 à 2011, puis de l’orchestre national du Capitole de Toulouse à partir de 2010, et auprès de l’orchestre national de Lyon en 2014-16. Le festival Musica, dont il est un invité privilégié depuis 2001, lui a consacré un portrait en 2006.
Il entame à partir de 2010 une collaboration régulière avec l’Opéra national de Paris (création du ballet Siddharta pour la première saison, d’un opéra sur la vie de la poétesse russe Anna Akhmatova en mars 2011 et d’un concerto pour violon à l’attention de Renaud Capuçon et Philippe Jordan en mars 2012).
Passionné par les relations entre la musique et les autres formes d’expression artistique, il collabore avec les romanciers Hubert Nyssen et Éric Reinhardt, les librettistes Christophe Ghristi et François Regnault, les cuisiniers Ferran Adrià et Mathieu Pacaud, les chorégraphes Jean-Christophe Maillot et Angelin Preljocaj, le cinéaste Pierre Coulibeuf. Son travail questionne régulièrement l’histoire de la musique occidentale (Bach, Gesualdo, Rameau, Schubert, Schumann) ou les répertoires populaires (jazz, musiques orientales).
Bruno Mantovani est aussi chef d’orchestre, et dirige régulièrement des ensembles de musique contemporaine (Chœur de chambre Accentus, Ensemble intercontemporain, TM+) ainsi que l’orchestre des jeunes d’Allemagne, l’orchestre de Bilkent l’orchestre Simon Bolivar de Caracas, l’orchestre national de France, l’orchestre philharmonique de Radio France, l’orchestre de la Radio de Francfort, l'orchestre national de Lille, l’orchestre national de Lyon, l’orchestre de l’opéra de Marseille, l’Orchestre de Paris, l’orchestre symphonique de Shanghai, l’orchestre philharmonique de Shanghai, l’orchestre philharmonique de Strasbourg et l’orchestre national du Capitole de Toulouse.
Il est nommé directeur du Conservatoire national supérieur de musique et de danse de Paris à partir de septembre 2010, fonction qu'il quitte fin juillet 2019. Il a aussi été producteur sur France Musique d’une émission hebdomadaire durant la saison 2014-2015.
Il sera nommé directeur du Conservatoire à rayonnement régional de Saint-Maur-des-Fossés le 1er septembre 2020 
Bruno Mantovani est depuis le 1er janvier 2020 directeur artistique et musical de l'Ensemble orchestral contemporain (EOC).

### Décorations
- Chevalier de la Légion d'honneur, le 13 juillet 2016[4].
- Chevalier de l'ordre national du Mérite, le 2 mai 2012[5].
- Commandeur de l'ordre des Arts et des Lettres, le 15 avril 2022[6].
  - Officier le 13 février 2015[7].
  - Chevalier en janvier 2010.

## Polémique
En 2013, lors d'un entretien sur France Musique où il est question notamment de la place des femmes dans la direction d'orchestre, plusieurs de ses propos font l'objet d'une forte polémique sur les réseaux sociaux, relayée par la presse. Il y déclare notamment « Il y a aussi le problème de la maternité qui se pose, une femme qui va avoir des enfants va avoir du mal à avoir une carrière de chef d'orchestre qui va s'interrompre du jour au lendemain pendant quelques mois, et puis après j'allais dire vulgairement assurer le service après-vente de la maternité, élever un enfant à distance ce n'est pas simple. » Face à l'ampleur du tollé, le Conservatoire de Paris publie un communiqué de presse dans lequel Bruno Mantovani maintient néanmoins l'ensemble de ses propos, tout en regrettant l'expression « service après-vente ».

## Publications
Ses œuvres sont éditées aux éditions Henry Lemoine.

### Opéras
- L'Autre côté, créé à l'Opéra du Rhin en 2006
- Akhmatova, créé à  l'Opéra Bastille de Paris le 28 mars 2011
- Voyage d'automne, sur un livret de Dorian Astor, créé au Capitole de Toulouse le 22 novembre 2024

### Œuvres instrumentales
Parmi ses œuvres, on note :
- Bug (1998) pour clarinette seule
- Trait d'union pour clarinette solo (2007) extrait de la Cantate no 2

## Distinctions

### Prix
Il reçoit plusieurs distinctions dans des concours internationaux :
- Prix Hervé Dugardin
- Prix Georges Enesco
- Grand Prix de la Sacem en 2000, 2005 et 2009
- Prix André Caplet de l’Institut en 2005
- Prix du nouveau talent de la SACD en 2007
- Prix Belmont de la fondation Forberg-Schneider 2007
- Victoire de la Musique du « compositeur de l’année » en 2009
- Prix Claudio Abbado de la Philharmonie de Berlin
- Prix de la presse musicale internationale en 2010
- Prix Cecilia en 2012

Et de nombreuses récompenses pour ses enregistrements discographiques (dont plusieurs coups de cœur de l’académie Charles-Cros, un « Choc de l’année » du Monde de la musique, et une sélection dans les dix meilleurs disques de l’année 2008 dans le New York Times).

### Sociétés savantes
Il est élu à l’Académie des beaux-arts le 17 mai 2017.